# Eutelia cautabasis
Eutelia cautabasis là một loài bướm đêm trong họ Noctuidae.